# Горишнее (Моршинская городская община)
Горишнее (укр. Горішнє) — село в Моршинской городской общине Стрыйского района Львовской области Украины.
Население по переписи 2001 года составляло 329 человек. Занимает площадь 6,1 км². Почтовый индекс — 82481. Телефонный код — 3245.

## История
В 1946 году указом ПВС УССР село Нинов-Горишный переименовано в Горишнее.